# Petrônio Máximo
Flávio Anício Petrônio Máximo Augusto (português brasileiro) ou Flávio Anício Petrónio Máximo Augusto (português europeu) (em latim: Flavius Anicius Petronius Maximus Augustus; Roma, c. 396 – Roma, 31 de maio de 455), melhor conhecido apenas como Petrônio Máximo, foi um Imperador Romano do Ocidente, que governou por dois meses e meio em 455. Senador rico e aristocrata proeminente, foi fundamental nos assassinatos de Flávio Aécio e Valentiniano III (r. 425–455).
Máximo tomou posse do trono no dia seguinte à morte de Valentiniano, garantindo o apoio do senado e subornando os funcionários do palácio. Fortaleceu sua posição forçando a viúva de Valentiniano a se casar consigo e forçando a filha de Valentiniano a se casar com seu filho. Cancelou o noivado da filha de sua nova esposa com Hunerico, filho do rei vândalo Genserico. Isso enfureceu sua enteada e Genserico, que enviou uma frota para Roma. Máximo não conseguiu obter tropas dos visigodos e fugiu quando os vândalos chegaram, se separou de sua comitiva e guarda-costas durante a confusão e foi morto. Os vândalos saquearam Roma completamente.

## Início de carreira
Petrônio Máximo nasceu em cerca de 396. Embora fosse de origem obscura, acredita-se que pertencia à família Anícia. Relacionado com o imperador Olíbrio, Máximo era filho de Anício Probino, e neto de Anícia Faltônia Proba e Sexto Cláudio Petrônio Probo, que foi prefeito de Ilíria em 364, prefeito de Gália em 366, prefeito da Itália em 368-755 e novamente em 383 e cônsul em 371.
Máximo teve uma carreira notável no início. Seu primeiro cargo conhecido foi o de pretor, realizado em cerca de 411; por volta de 415, serviu como tribuno e notário, que era uma posição de entrada na burocracia imperial, que o levou a servir como conde das sagradas liberalidades entre 416 e 419. De janeiro ou fevereiro de 420 a agosto ou setembro de 421, foi o prefeito urbano de Roma, o que significava que tinha autoridade executiva para grande parte da administração municipal de Roma; ocupou o cargo novamente algum tempo antes de 439. Como prefeito, restaurou a Antiga Basílica de São Pedro. Também foi nomeado prefeito pretoriano, uma posição militar e judicial de liderança, entre 421 e 439. Foi durante o exercício deste cargo ou durante sua segunda prefeitura urbana que foi nomeado cônsul para o ano 433. Tornar-se cônsul era considerado a mais alta honra do estado romano. De agosto de 439 a fevereiro de 441, ocupou a posição de prefeito da prefeitura pretoriana da Itália, a posição não-imperial administrativa e judicial mais importante do Império Romano do Ocidente. Ocupou um segundo consulado em 443. Em 445, recebeu o título de patrício e, juntamente com seus dois consulados, se tornaria o mais poderoso de todos os senadores romanos. Entre 443 e 445, Máximo construiu um fórum em Roma, no monte Célio, entre a Via Labicana e a Basílica de São Clemente.

## Assassinato de Valentiniano III e ascensão de Máximo
Um relato de João de Antioquia diz que Valentiniano III e Máximo apostaram em um jogo que Máximo acabou perdendo. Como não tinha dinheiro disponível, deixou seu anel como garantia da dívida. Valentiniano então usou o anel para convocar Lucina, a casta e bela esposa de Máximo, a quem Valentiniano há muito cobiçava. Lucina foi à corte, acreditando ter sido convocada pelo marido, mas se viu no jantar com Valentiniano. Embora inicialmente resistisse a seus avanços, o imperador conseguiu cansá-la e a estuprou. Voltando para casa e encontrando Máximo, ela o acusou de traição, acreditando que ele a entregara ao imperador. Embora Máximo jurasse vingança, estava igualmente motivado pela ambição de suplantar "um rival detestável e desprezível", e por isso decidiu se mover contra Valentiniano.
Ainda segundo João de Antioquia (frag. 200-201), Máximo envenenou a mente do imperador contra Flávio Aécio, resultando no assassinato de seu rival nas mãos de Valentiniano. Ele tinha plena consciência de que, enquanto Aécio vivesse, não podia se vingar de Valentiano, de modo que Aécio tinha que ser removido. Assim, aliou-se a um eunuco de Valentiniano, o primicério Heráclio, que há muito se opunha ao general, com a esperança de exercer mais poder sobre o imperador. Os dois convenceram Valentiniano de que Aécio estava planejando assassiná-lo e pediram que matasse seu mestre dos soldados durante uma reunião, o que Valentiniano fez com as próprias mãos, com a ajuda de Heráclio, em 21 de setembro de 454.

Império Romano do Ocidente por volta desse período

Quando Aécio morreu, Máximo pediu a Valentiniano a posição agora vaga de Aécio, mas o imperador lhe recusou. Heráclio, de fato, havia aconselhado o imperador a não permitir que alguém possuísse o poder que Aécio exercia. Segundo João de Antioquia, Máximo ficou tão irritado com a recusa de Valentiniano em nomeá-lo como seu mestre dos soldados que decidiu assassiná-lo também. Escolheu como cúmplices Optila e Traustila, dois citas que haviam lutado sob o comando de Aécio e que, após a morte de seu general, haviam sido postos na escolta de Valentiniano.
Máximo os convenceu facilmente de que Valentiniano era o único responsável pela morte de Aécio, e que os dois soldados deveriam vingar seu antigo comandante, ao mesmo tempo em que prometia uma recompensa pela traição do imperador. Em 16 de março de 455, Valentiniano, que estava em Roma, foi ao Campo de Marte com alguns guardas, acompanhados por Optila, Traustila e seus homens. Assim que o imperador desmontou para praticar com o arco, Optila subiu com seus homens e o esfaqueou na têmpora. Quando Valentiniano se virou para olhar para o atacante, Optila o matou com outro golpe de sua lâmina. No mesmo momento, Traustila matou Heráclio. Os dois citas pegaram o diadema imperial e o manto e os trouxeram a Máximo.
A morte súbita e violenta de Valentiniano III deixou o Império Romano do Ocidente sem um óbvio sucessor ao trono. Vários candidatos foram apoiados por vários grupos da burocracia imperial e militar. Em particular, o apoio do exército divididiu-se entre três candidatos principais: Maximiano, o antigo doméstico (guarda-costas) de Aécio, filho de um comerciante egípcio chamado Domnino, que se tornara rico na Itália; o futuro imperador Majoriano, que comandou o exército após a morte de Aécio e que teve o apoio da imperatriz Licínia Eudóxia; e o próprio Máximo, que tinha o apoio do senado romano e que garantiu o trono em 17 de março de 455, distribuindo dinheiro aos funcionários do palácio imperial.

## Reinado e morte
Depois de ganhar o controle do palácio, Máximo consolidou seu poder ao se casar imediatamente com Licínia Eudóxia, a viúva de Valentiniano. Ela se casou com relutância, suspeitando que estivesse envolvido no assassinato de seu falecido marido; e, de fato, Máximo tratou os assassinos de Valentiniano com considerável benevolência. A corte oriental de Constantinopla se recusou a reconhecer sua ascensão. Para garantir ainda mais sua posição, Máximo rapidamente nomeou Ávito como mestre dos soldados e o enviou em uma missão a Tolosa para obter o apoio dos visigodos. Também cancelou o noivado da filha de Licínia, Eudócia, com Hunerico, filho do rei vândalo Genserico, e casou-a com seu próprio filho. Mais uma vez, antecipou que isso promoveria as credenciais imperiais dele e de sua família. Esse repúdio enfureceu o rei dos vândalos, que só precisava da desculpa do apelo desesperado de Licínia à corte vândala para iniciar os preparativos para a invasão da Itália.
Em maio, dois meses depois de Máximo conquistar o trono, chegaram a Roma notícias de que Genserico estava navegando para a Itália. À medida que as notícias se espalhavam, o pânico tomou conta da cidade e muitos de seus habitantes fugiram. O imperador, ciente de que Ávito ainda não havia retornado com a ajuda visigótica esperada, decidiu que era inútil montar uma defesa contra os vândalos. Então, tentou organizar sua fuga, pedindo que o senado o acompanhasse. No entanto, em meio ao pânico, Petrônio Máximo foi abandonado por sua comitiva e guarda-costas e deixado para se defender sozinho.

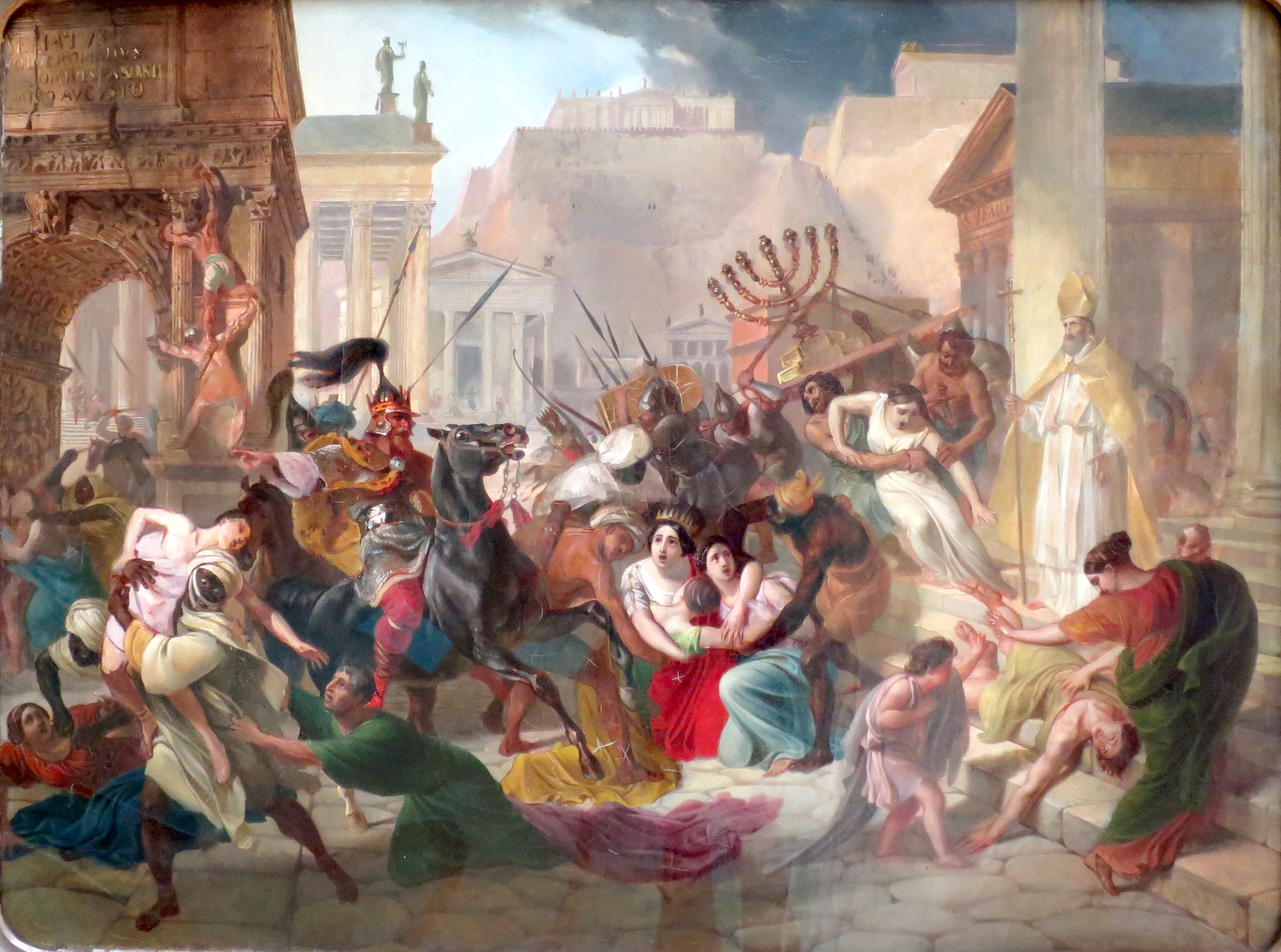
O Saque de Roma, 455
Por Karl Bryullov, 1833-1836 - Galeria Tretiakov

Quando Máximo saiu da cidade, sozinho, em 31 de maio de 455, foi atacado por uma multidão enfurecida, que o apedrejou até a morte (outro relato diz que foi morto por "certo soldado romano chamado Urso"). Seu corpo foi mutilado e jogado no Tibre. Reinou por apenas setenta e cinco dias. Seu filho de seu primeiro casamento, Paládio, que possuía o título de césar entre 17 de março e 31 de maio e que se casou com sua meia-irmã Eudócia, provavelmente foi executado. 

## Consequências
Em 2 de junho de 455, três dias após a morte de Máximo, Genserico capturou a cidade de Roma e a saqueou por duas semanas. Durante a pilhagem e saque da cidade, e em resposta aos apelos do papa Leão I, os vândalos teriam evitado provocar incêndios, tortura e assassinato. Historiadores modernos, como John Henry Haaren, afirmam que templos, prédios públicos, casas particulares e até o palácio do imperador foram destruídos. Os vândalos também enviaram muitos barcos cheios de cidadãos romanos para o norte da África como escravos, destruíram obras de arte e mataram vários cidadãos. As atividades dos vândalos durante o saque deram origem ao termo "vandalismo" moderno.
Genserico também levou a imperatriz Licínia Eudóxia e suas filhas Placídia e Eudócia.